# Самби, Пьетро
Пьетро Самби (итал. Pietro Sambi, 27 июня 1938, Сольяно-аль-Рубиконе, королевство Италия — 27 июля 2011, Балтимор, США) — католический прелат, ватиканский дипломат, член Государственного секретариата Ватикана, архиепископ, апостольский нунций в США.

## Биография
Пьетро Самби родился 27 июня 1938 года в Сольяно-аль-Рубиконе в Италии. После получения среднего образования обучался в католической семинарии. 14 марта 1964 года был рукоположён в священника, после чего был инкардинирован в епархии Сан-Марино-Монтефельтро. С 1966 года Пьетро Самби обучался в Папской Церковной Академии, после окончания которой работал на дипломатической службе Ватикана.
10 октября 1985 года Римский папа Иоанн Павел II назначил Пьетро Самби апостольским про-нунцием в Бурунди и титулярным архиепископом Белькастро. 9 октября 1985 года он был рукоположён в епископа кардиналом Йозефом Томко.
В 1991 году был назначен нунцием в Индонезии. 6 января 1998 года был переведён в Израиль и был представителем Ватикана на Кипре и в Палестине.
C декабря 2005 года и вплоть до своей смерти 27 июля 2011 года был нунцием в США.